# 洪安妮
洪安妮（英語：Anni Hung），臺灣創作女歌手，學生時期因校園巡演而知名，之後在2017年12月出道發行第一張專輯《洪安妮 我喜歡你》。

## 生平
洪安妮的母親是韓國人，也是個鋼琴老師，從小洪安妮就受到母親培養，13歲時在電視上看到方大同的歌曲MV非常喜歡，從此方大同為她的偶像，學生時期參加過許多的音樂創作比賽，2011年開始在校園演唱會演唱，隔年開始在網路上受到關注後成為人氣校園歌手，大學時曾經在韓國當過一年交換學生，在交換學生的期間曾經到當地農場打工；洪安妮除音樂事業外，也喜歡做蛋糕，因收入不穩定，為了穩定收支，開設了網路蛋糕店，也曾到親姊姊的服飾店幫忙。

## 音樂事業
洪安妮自學生時期已經在校園演唱，曾在網路上開播廣播節目與歌迷互動，在出道前便演唱超過100場校園演唱會。她經常將不想用言語表達的事物轉換為音樂創作，在2017年發行了第一張專輯《洪安妮 我喜歡你》；在錄製的過程，曾經因為太餓吃飯太快，導致肚子痛，但又需要在當天錄完，因此她忍痛繼續錄，發行之後不久被列入熱門藝人名單；音樂的曲風因與陳綺貞相似，在網路上被稱為「陳綺貞接班人」，之後除在臺灣校園巡演外，2019年11月到過日本進行多日巡演；在2023年再次前往日本巡演，同年也開始將之前的作品重製成不插電版。

## 音樂作品
2017年12月，洪安妮發行了第一張專輯《洪安妮 我喜歡你》，除歌曲自己作詞作曲外，請到張逸帆、黃韻玲、陳煥昌和黃建為等較著名音樂人合作，專輯收錄十一首曲目，其中較著名的有只有我的天空有烏雲、我喜歡你和黃襯衫男孩；相隔三年多後，於2021年8月發行了迷你專輯《Present》；此外也有一些未收錄於專輯的單曲。

### 專輯
| 專輯資料                                                                | 曲目 |
| ----------------------------------------------------------------------- | --- |
| 我喜歡你 - 發行日期：2017年12月 - 語言：華語 - 唱片公司：唐果、禾廣     | 歌曲 1. 盛開 2. 我喜歡你(專輯發行前發表的單曲) 3. 黃襯衫男孩 4. 只有我的天空有烏雲(專輯發行前發表的單曲) 5. 而你 6. 一樣的 7. 如果眼淚不是透明的 8. 可不可以原諒他 9. 這就是愛情吧 10. 媽媽歌 11. 一樣的 |
| Present - 發行日期：2021年8月 - 語言：華語 - 獨立發行                   | 歌曲 1. 一年後的故事 2. 好好 3. 你會在我這邊停留多久 4. 我的願望 5. 也許 6. 思念的週期 |
| A Room in Brockley - 發行日期：2024年11月 - 語言：華語、英語 - 獨立發行 | 歌曲 1. Take You to the Universe 2. A Secret That Angels All Know 3. Ripley 4. I Feel so Bad 5. Moving Out 6. 延遲的理想 7. One Plus One Is 22 8. Flaws 9. Sparkling Wine                                |

### 未收錄於專輯的單曲
- 世界這麼有趣，哪能一直傷心？[12]
- 理由
- 借過 feat.黃奕儒
- 但願你笑是真的開心
- 解藥[12]
- 可能是比較內向而已[12]
- Golden Hour[12]
- 長大是一瞬間的事[12]
- 船到橋頭自然直[12]

### 其他
- 閉上雙眼的時候（僅詞曲創作）[14]